# Наши снови у сумрак
Наши снови у сумрак (јап. しまなみ誰そ彼, Shimanami Tasogare) јесте манга коју је написао и илустровао Јуки Каматани. Објављивала се од 2015. до 2018. године, прво у ревији HiBaNa, па на платформи Manga One. Поглавља су сакупљена у четири танкобона.
У Србији, издавачка кућа Сталкер преводи мангу на српски језик од 2024. године.

## Радња
Прича прати Тацукуа Канамеа, геј средњошколца који је аутован против своје воље. Он одлучује да почини самоубиство, али се зауставља након што упозна тајанствену жену и њену заједницу људи са сличним искуствима.  

## Издаваштво
Мангу Наши снови у сумрак написао је и илустровао Јуки Каматани. Серијализовала се у две Шогакуканове ревије, прво у часопису Hibana од 6. марта 2015. до његовог гашења 7. августа 2017. године, након чега је манга прешла на апликацију Manga One, где је завршила серијализацију 23. маја 2018. године. Поглавља су сакупљена у четири танкобона; први је изашао 11. децембра 2015., а последњи 19. јула 2018. године.
У Србији, издавачка кућа Сталкер је јануара 2024. године најавила превод ове манге.

### Списак томова
| Бр. | Првобитни датум издања | Првобитни         | Датум издања на српском | на српском |
| --- | ---------------------- | ----------------- | ----------------------- | ---------- |
| 1   | 11. децембар 2015.     | 978-4-09-187419-1 | —                       | —          |
| 2   | 12. октобар 2016.      | 978-4-09-189276-8 | —                       | —          |
| 3   | 15. новембар 2017.     | 978-4-09-189740-4 | —                       | —          |
| 4   | 19. јул 2018.          | 978-4-09-860040-3 | —                       | —          |

## Пријем
Ерика Фридмен, оснивачица манифестације Јурикон, коментарисала је да је приказ аутовања у мангама „битан за младу јапанску геј популацију“. Универзитетска професорка Рејчел Торн сматра да прича „реалистично представља јапанску ЛГБТ+ заједницу“. Беатрис Вири (CBR) похвалила је тематику приче, рекавши да је „прелепа, пуна метафора и емоција“.
Манга је 2019. номинована за Награду Харви. Наредне године, била је део онлајн изложбе о приказу различитости у мангама, коју одржава јапански Медија Артс фестивал.

## Спољашњи извори
- Наши снови у сумрак (манга) на веб-сајту